# 福建丽纹蛇
福建丽纹蛇又名福建華珊瑚蛇（学名：Sinomicrurus kelloggi）为眼镜蛇科丽纹蛇属的爬行动物，俗名缺纹蛇。分布于越南、老挝以及中国大陆的浙江、福建、江西、湖南、海南、广西、重庆、贵州等地，一般生活于山区森林中。其生存的海拔范围为300至985米。该物种的模式产地在福建崇安。

## 保护
本种于2023年被收录入《有重要生态、科学、社会价值的陆生野生动物名录》。